# Joe Meek
Joe Meek (rođen kao Robert George Meek, * Newent, Gloucestershire, 5. travnja 1929. - † London, 3. veljače 1967.)) bio je pionir engleske pop i rock glazbe, svojim iznimnim doprinosom ranih 1960-ih kao glazbeni producent i skladatelj.
Njegov najpoznatiji rad je hit pjesma Telstar engleske grupe Tornados iz (1962.), koja je postala prvi  #1 neke britanske grupe na američkim top ljestvicama (Billboard Hot 100). Za Telstar je dobio nagradu Ivor Novello Award, za najbolje produciranu ploču 1962.
Meekovi ostali veći glazbeni hitovi bili su; Don't You Rock Me Daddy-O i Cumberland Gap(Lonnie Donegan), Johnny Remember Me (John Leyton), Just Like Eddie (Heinz), Angela Jones (Michael Cox), Have I the Right? (The Honeycombs) i Tribute to Buddy Holly (Mike Berry). 
Meekov konceptualni album I Hear a New World se drži za prekretnicu u modernoj glazbi zbog inovativnog korištenje elektroničkih zvukova.
Joe Meek je također radio i kao producent filmske glazbe, njegov najpoznatiji film je Live It Up! (u Americi poznat kao Sing and Swing) iz 1963.,  u kojem su nastupale tadašnje zvijezde popa; Heinz Burt, David Hemmings i Steve Marriott, Gene Vincent, Jennifer Moss, sastav The Outlaws, Kim Roberts, Kenny Ball, Patsy Ann Noble i drugi.
Njegov uspjeh bio meteorski i kratkotrajan, tako da je nakon toga Meek postupno potonuo u dugove i depresiju.
Na kraju se 3. veljače 1967. ubio koristeći se sačmaricom svog prijatelja glazbenika Heinza Burta (The Tornados), prije tog je ubio svoju kućevlasnicu. Umro je u dobi od samo 37 godina, osam godina nakon smrti svog idola Buddy Hollya.

## Životopis
Meek je razvio interes za elektroniku i umjetnost još kao dijete, izrađujući amaterske radio stanice, razne komponente, pa čak i prvi televizor. Nakon služenja vojske u Royal Air Force, gdje je radio kao radarski tehničar, elektronika je postala dio njegova života. Od 1953. godine zaposlen je u tvrtci za distribuciju električne energije (Midlands Electricity Board).
Od 1954. radi kao tonski snimatelj za tada vodeće neovisno poduzeće koje je proizvodilo radio program (glazbu) za čuveni Radio Luksemburg. Tu se istakao radom na produkciji Ivy Bensonove Music for Lonely Lovers. Njegova tehnička genijalnost, došla je do izražaja prvi put pri snimanju jazz singla Humphreya Lytteltona Bad Penny Blues (Parlophone Records, 1956.) kada je čak suprotno od onog što je Lyttleton htio, izmijenio zvuk pijana u većoj mjeri nego je to uobičajeno. Ta ploča je postala hit.
U siječnju 1960. godine, zajedno s Williamom Barringtonom-Coupeom, Meek je osnovao diskografsku kuću Triumph Records. Vrlo brzo imali su # 1 hit singl Angela Jones u izvedbi Michaela Coxa. Ali unatoč tomu Triumph Records je bio premali da bi se mogao nositi s velikim izdavačkim kućama te je ubrzo propao.
Nakon tog neuspjeha Meek je osnovao vlastitu produkcijsku kompaniju - RGM Sound Ltd (kasnije Meeksville Sound Ltd).
Prvi hit RGM Sound Ltd bio je #1 Johni Leytonov Johnny Remember Me iz 1961. (pjesma Geoffa Goddarda), zatim je uslijedio najveći Telstar s Tornadosima. Meekov treći britanski #1 i posljednji veliki uspjeh bio je sa sastavom Honeycombs i singlom Have I The Right?, 1964., ta pjesma popela se i na # 4 Billboardove američke top ljestvice.

### Samoubistvo
Meek je bio opsjednut okultizmom i idejom o drugoj strani. Navodno je postavljao magnetofone na groblja ne bi li snimio razgovore umrlih. Bio je opsjednut Buddy Hollyem, tvrdeći da američki rocker komunicira s njim u snovima.
Meek je bio i homoseksualac, a tada je to bilo ilegalno u Velikoj Britaniji, zbog tog je bio i optužen 1963. Nakon toga stalno je bio pod paskom i sumnjom policije, i predmet ucjena, pa mu je to prilično zagorčavalo život.
Kako nije više imao hitova, Meekov financijski položaj postao je očajan, time se produbila njegova depresija. Stvar se pogoršala kad je francuski kompozitor, Jean Ledrut optužio je Meeka za plagijat tvrdeći da je kompozicija Telstar, kopija njegova djela La Marche d'Austerlitz, koji je on napisao za film Austerlitz 1960. godine. Zbog te tužbe Meeku je obustavljena isplata autorskih tantijema, sve do okončanja procesa. Sve je to kulminiralo 3. veljače 1967. na osmu obljetnicu smrti Buddyja Hollyja, kad je Meek ubio svoju kućevlasnicu Violet Shenton pa zatim sebe.
Tužba za plagijat na kraju je odbačena u korist Meeka tri tjedna nakon njegove smrti. Sud je zauzeo stajalište da Meek nije znao ništa o Austerlitzu u to vrijeme, jer je bio izdat samo u Francuskoj.

## Meekova ostavština
Usprkos tome što nije znao svirati nikakav glazbeni instrument a ni pisati note, Meeka to nije smetalo da stvara i producira mnoge uspjele glazbene hitove. Kod skladanja imao je pouzdane suradnike u glazbenicima; Dave Adamsu, Geoffu Goddardu i Karlu Blackwellu, koji su znali prepisati njegove melodije iz demo snimaka. Tako je stvorio 245 singlova, od kojih je 45 ušlo u top pedeset.
On je razvio nove studijske alate za audio snimanje, poput dupliciranja, višekanalnog snimanja, približavanja mikrofona, izravnog ulaza za bas-gitare, kompresora i efekata poput jeke, odbijanja i rada s uzorcima (sampling). Za razliku od drugih glazbenih producenata on je radije tražio pravi zvuk nego privlačan glazbeni napjev, te je tijekom svoje kratke karijere slijedio svoju osnovnu maksimu da stvori jedinstveni zvučni potpis za svaki glazbeni zapis koji je on producirao.
Meek je bio jedan od prvih glazbenih producenata koji su shvatili i potpuno iskoristili nove mogućnosti modernih tonskih studija.
Njegove inovativne tehnike; fizičkog razdvajanja instrumenata, zatim obrada instrumenata i vokala s efektima jeke i odbijanja, potom obradu zvuka raznim filterima vlastite izrade. Zatim je slijedilo pomno kombiniranje odvojeno-snimljenih izvedbi i segmenata u jednu kompozitnu cjelinu - sve to bio je veliki pomak u produkciji glazbe. Do tada su standardne tehnike snimanje bilo koje vrsti glazbe (pop, jazz i klasike) bile iste za sve. To se svodilo na to da se snimalo sve izvođače zajedno u jednom studiju, za vrijeme njihove izvedbe u stvarnom vremenu, a to je bilo naslijeđe iz vremena prije pojave magnetske trake, kada su s nastupa u živo, doslovno urezivani kalupi za izradu ploča.
Meekov producentski stil bio je bitno različit od njegovog suvremenika Phila Spectora, koji je svoj poznati zvučni zid, snimao u živo s velikim ansamblima.
Meekova reputacija kao pionira i inovatora u snimanju glazbe, ponovno je oživjela 2009. kad je udruženje glazbenih producenata (The Music Producers Guild) osmislilo nagradu Joe Meek za inovaciju u produkciji. Prvi dobitnik nagrade 2009. godine bio je producent i glazbenik Brian Eno.

## Vanjske poveznice
- O Joe Meeku na stranicama BBC
- Diskografija Joe Meeka na stranicama Discogs